# Västergötlands runinskrifter 19
Västergötlands runinskrifter 19 är en vikingatida runsten i Gösslunda kyrka, Gösslunda socken och Lidköpings kommun. Runstenen är av sandsten och 1,25 meter hög (synlig del) samt 0,5 meter bred. Runhöjden är 7-10 centimeter. Runorna är tydliga och välhuggna men ger ingen mening. Inskriften är en nonsensinskrift eller eventuellt en lönnskrift.

## Inskriften
Translitterering av runraden:
tua : rʀbur · fuen : þua : is(ʀ) [· ʀ...r] : þuaʀnu : ʀtbrhakr : taiʀ
Normalisering till runsvenska:
... ... ... ... ... ... ... ... ...
Översättning till nusvenska:
...